# نيكولاي يونسكو (لاعب كرة قدم)
نيكولاي يونسكو هو لاعب كرة قدم روماني في مركز الوسط، ولد في 12 يونيو 1949 في Aninoasa ‏ في رومانيا، وتوفي في 25 يوليو 1997. لعب مع نادي بترولول بلويشتي.